# Alexander Hamilton (música)
" Alexander Hamilton " é o número de abertura do musical Hamilton de 2015, uma biografia musical do pai fundador americano Alexander Hamilton, que estreou na Broadway em 20 de Janeiro de 2015. Lin-Manuel Miranda escreveu a música e a letra da música. Esta música apresenta "exposição alternadamente cantada e rap", característica do musical.

## História
Esta música era originalmente parte de um grupo de músicas intitulado "The Hamilton Mixtape" e foi criada por Lin-Manuel Miranda quando ele começou a interpretar e adaptar a biografia de Hamilton de Ron Chernow para o palco. Ele apresentou esse número ao vivo em uma jam session de poesia, música e palavra falada na Casa Branca em 12 de Maio de 2009, nessa ocasião, o número apresentado possuia algumas diferenças do conhecido atualmente, tais como a entonação e a parte final da música, onde algumas partes dela foram trocadas de momento, provavelmente para se adequar aos outros atores e atrizes,. A National Review observou que "Os Obamas e os outros convidados reagem com mais do que um toque de surpresa." O New Yorker escreve que "Miranda ouviu mais tarde que a primeira reação do presidente foi observar que [o então secretário do Tesouro ] Timothy Geithner tinha que ver isso." Miranda afirmou que, embora esta música tenha sido escrita originalmente como um monólogo para Aaron Burr, conforme o projeto evoluiu de uma mixtape para um musical, ele sentiu que era importante trazer o resto dos personagens para o número de abertura e faz referência ao prólogo de Sweeney Todd ao fazer isso: "Todos os nossos personagens preparam o cenário para a entrada do nosso homem principal."
O musical, e o vídeo desta música no YouTube em particular, influenciaram positivamente a educação e o aprendizado sobre Hamilton e seu papel na história americana, principalmente aos jovens; Miranda disse: "Acho que os professores usaram apenas aquele clipe nos últimos seis anos como introdução a Hamilton."
Em fevereiro de 2016, a música foi tocada ao vivo no Grammy, a primeira vez que uma música foi transmitida ao vivo de um palco da Broadway para a premiação de Hollywood. A Billboard disse que eles "impressionaram", enquanto a TVLine considerou "agradável ao público". A Billboard considerou-o o quarto melhor momento musical ao vivo da noite, escrevendo que "a recontagem emocional e enervante da história americana foi um dos momentos de destaque da noite". A Rolling Stone também considerou isso um destaque e escreveu: "Hamilton não é a peça mais atraente, mas é uma introdução muito sólida aos personagens, elenco e temas do show. Para milhões que não poderão ir à Broadway este ano, assistir à apresentação na TV aberta foi a melhor coisa depois de realmente conseguir um ingresso." Portanto, a recepção positiva não veio somente do público, mas também da crítica, o que reforça a qualidade da obra.

## Sinopse
Esta canção é considerada expositiva, definindo quem é o personagem principal e resumindo as duas primeiras décadas de sua vida em uma "sinopse econômica e estimulante dos primeiros anos de Hamilton", isto é, algo simples, mas altamente compreensível. Ele também apresenta os outros atores principais e coadjuvantes do musical (que interpretam Aaron Burr [Leslie Odom Jr.], John Laurens [Anthony Ramos], Thomas Jefferson [Daveed Diggs], James Madison [Okieriete Onaodowan], Elizabeth Schuyler Hamilton [Phillipa Soo], George Washington [Christopher Jackson], Hercules Mulligan [Okieriete Onaodowan], Marquês de La Fayette [Daveed Diggs], Angelica Schuyler Church [Renée Elise Goldsberry], Peggy Schuyler [Jasmine Cephas Jones] e Maria Reynolds [Jasmine Cephas Jones]), que descrevem brevemente os relacionamentos de seus personagens com Hamilton. Este "prólogo" da história, de acordo com Patheos, "não dá vida apenas a Hamilton, mas também a todos os seus contemporâneos".
Os termos depreciativos usados no número para descrever Hamilton, incluindo "bastardo", "órfão","filho de uma prostituta e de um escocês", são repetidos ao longo do musical que demonstra como sua criação o assombraria pelo resto de sua vida, apesar de sua tentativa de escapar de seus infortúnios de infância e subir ao topo da escala social, induzindo à ideia de que a infância de Hamilton gerou um trauma psicológico. Este termo foi "derivado de uma descrição desdenhosa de John Adams ".
Por mais de dois séculos, Hamilton e Burr foram conhecidos por seu infame duelo, no qual Burr atirou fatalmente em Hamilton. No número de abertura, o próprio Burr reconhece isso no verso "E eu? Eu fui o grande idiota que atirou nele" essencialmente revelando o final. Assim, tal como no musical Titanic, a história torna-se mais sobre a viagem do que sobre o destino.

## Análise
O Atlantic observa que a questão de abertura do musical "Como um bastardo, órfão, filho de uma prostituta e de um escocês, jogado no meio de um lugar esquecido no Caribe pela providência, empobrecido, na miséria, cresce para se tornar um herói e um estudioso?" é respondida ao longo dos dois atos seguintes e essencialmente se torna "trabalho implacável", exemplificado na ascensão de Burr ao poder, nos documentos escritos de Hamilton e na garantia do legado de Hamilton por Eliza.
Uloop argumenta que Burr é na verdade o personagem principal de Hamilton, escrevendo que neste número de abertura "Lin retrata seu Burr como alguém completamente ciente de seu crime futuro, no estilo de Judas ' Jesus Cristo Superstar, e com a ferocidade de Javert ' Les Mis ."
As análises de ambos realizam um reflexão sobre o musical e sobre o significado da mensagem passada, mostrando que o musical conseguiu colocar o legado de Hamilton em pauta novamente.

## Recepção

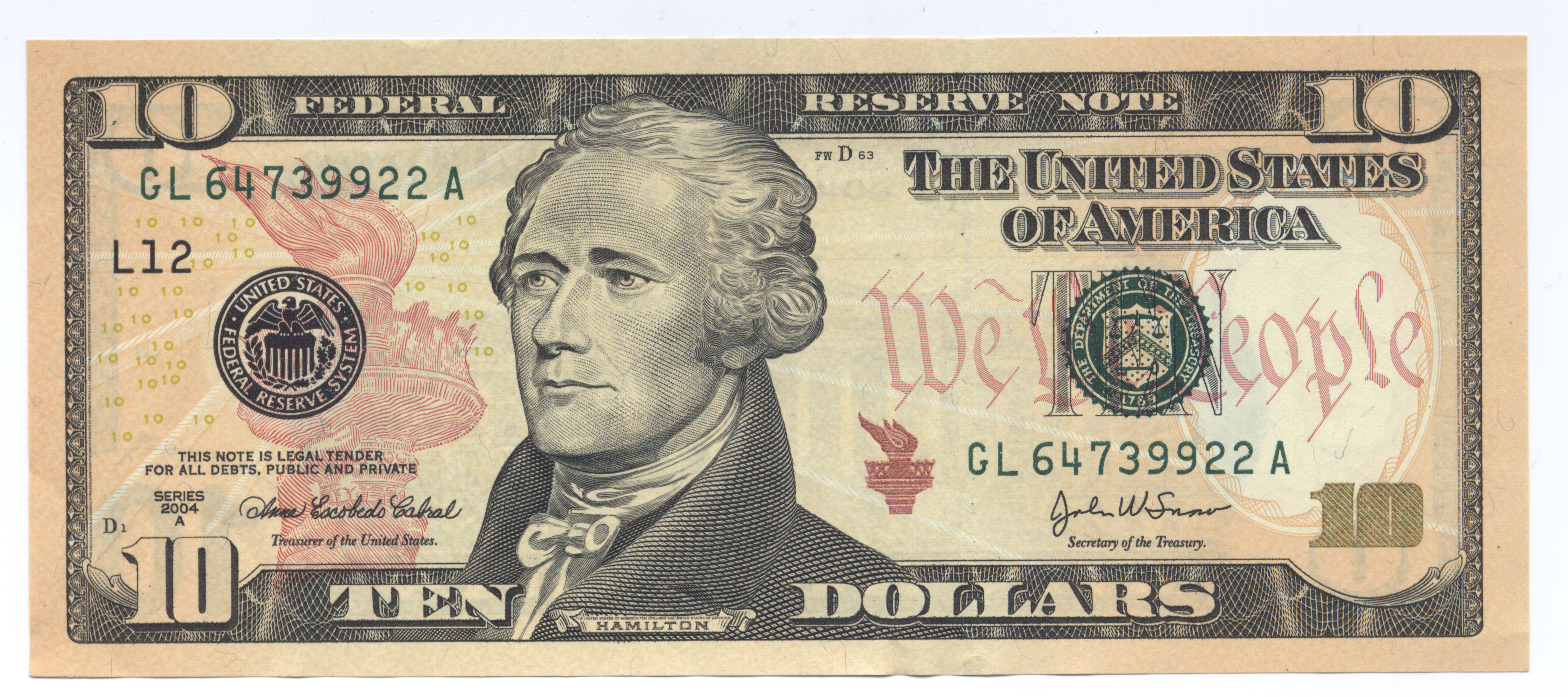
Nota de 10 dólares nos Estados Unidos (1861-) O Tesouro dos EUA cancelou, em 2016, os planos de substituir "o Pai Fundador de dez dólares" na nota de dez dólares por uma mulher famosa, em parte porque os fãs do musical Hamilton se opuseram à mudança. Os fãs pediram que o substituído fosse Andrew Jackson na nota de 20 dólares.

A música recebeu aclamação da crítica. O Huffington Post argumenta que o jogo de palavras e a autoconsciência da música a elevam acima de outros números de abertura que dependem dessa técnica de "exposição cantada". A Pitchfork explica que a canção define o tom musical ao incorporar o rap, embora ainda esteja "essencialmente no território do teatro musical". Com Burr atuando como narrador deste número, o Los Angeles Times comenta: "adequado, de alguma forma, que o homem que matou Hamilton com ciúmes em um duelo seja o primeiro a desvendar o mistério de sua história". Em uma entrevista com Vulture, o rapper Talib Kweli elogiou efusivamente a música como um exemplo de hip-hop, dizendo: "Meu coração se encheu de orgulho depois que ouvi essa música, porque eu pensei: 'Isso aqui é hip-hop'. O hip-hop não tem fronteiras nem limites, e Lin-Manuel e sua equipe estão provando isso". Ricordia descreveu-o como "o hino de um homem que mudou o mundo" e argumentou que deveria ser o hino de todos os ouvintes também. Hitfix observa que as estrofes de abertura da música "têm esse tipo de qualidade simples e simplificada, apenas demonstrando o quão densos são os esquemas de rima e transmitindo muitas informações, incluindo um lembrete de que Hamilton é um rosto que vemos todos os dias e raramente consideramos. Vibe escreveu que a música tem "instrumental estrondoso, que apresenta pausas dramáticas e cordas de guitarra".

## Gráficos
| Gráfico (2020)                   | Posição de pico |
| -------------------------------- | --------------- |
| Top 100 da Rolling Stone dos EUA | 98              |

## Letra
[Aaron Burr]
Como é que um bastardo, órfão
Filho de uma prostituta e um de um escocês
Largado no meio de um lugar esquecido pelo destino no Caribe
Empobrecido, na miséria
Cresceu e se tornou um herói e intelectual?
[John Laurens]
O Pai Fundador na nota de dez dólares sem um pai
Chegou mais longe por se empenhar muito mais
Por ser mais inteligente, por ser empreendedor
Aos 14, o botaram no comando de uma firma comercial
[Thomas Jefferson]
E todos os dias, enquanto escravos estavam sendo massacrados e transportado
Para longe, através das ondas, ele lutou e manteve sua guarda levantada
Por dentro, ele desejava ser parte de algo
O cara estava pronto para mendigar, roubar, emprestar ou trocar
[James Madison]
Então veio um furacão
E a devastação reinou
Nosso homem viu seu futuro escorrer, escorrendo ralo abaixo
Pôs um lápis atrás da orelha, o conectou ao seu cérebro
E escreveu seu primeiro refrão, um testamento da sua dor
[Aaron Burr]
Bem, a notícia se espalhou, e disseram: Este garoto é insano, cara
Fizeram uma vaquinha para mandá-lo para o continente
Se eduque, não se esqueça de onde você veio
E o mundo saberá o seu nome
Qual é o seu nome, cara?
[Alexander Hamilton]
Alexander Hamilton
Meu nome é Alexander Hamilton
E há um milhão de coisas que ainda não fiz
Mas apenas espere, apenas espere
[Eliza Hamilton]
Quando ele tinha 10, seu pai foi embora, de saco cheio, cheio de dívidas
Dois anos depois, Alex e sua mãe ficaram de cama
Quase mortos, muito adoecidos, o cheiro forte
[Companhia]
E Alex melhorou, mas sua mãe se foi rapidamente
[George Washington e companhia]
Foi morar com um primo, o primo se suicidou
O deixou com nada além de orgulho arruinado, algo novo apareceu por dentro
Uma voz dizendo: Alex, você tem que se virar
Ele começou a se isolar e a ler todos os tratados na prateleira
[Aaron Burr e companhia]
Não teria sobrado nada a fazer para alguém menos astuto
Ele teria acabado morto ou desamparado, sem um centavo de reembolso
Começou a trabalhar, escrivão do senhorio da sua falecida mãe
Comercializando cana de açúcar, e rum, e todas as coisas que ele não podia pagar
Barganhando por cada livro em que conseguia pôr as mãos
Planejando o futuro, o observe agora enquanto ele se põe de pé (oh)
Na proa de um navio em direção a uma nova terra
Em Nova York, você pode ser um novo homem
[Alexander Hamilton e companhia]
Em Nova York, você pode ser um novo homem (apenas espere)
Em Nova York, você pode ser um novo homem (apenas espere)
Em Nova York, você pode ser um novo homem
Em Nova York, em Nova Iorque (apenas espere)
[Companhia]
Alexander Hamilton (Alexander Hamilton)
Estamos esperando por você nos bastidores (esperando por você nos bastidores)
Você nunca poderia desistir
Você nunca aprendeu a ir com calma
Oh, Alexander Hamilton (Alexander Hamilton)
Quando a América cantar para você
Eles saberão pelo que você passou?
Eles saberão que você rescreveu o jogo?
O mundo jamais será o mesmo, oh
[Aaron Burr e companhia]
O navio está no porto agora, veja se consegue achá-lo
(Apenas espere) outro imigrante vindo de baixo
(Apenas espere) seus inimigos destruíram sua reputação, a América se esqueceu dele
[Hercules Mulligan, James Madison, Marquis de Lafayette e  Thomas Jefferson]
Nós lutamos ao lado dele
[John Laurens e Philip Hamilton]
Eu? Eu morri por ele
[George Washington]
Eu? Eu confiei nele
[Eliza Hamilton e Angelica Schuyler e Maria Reynolds]
Eu? Eu amei ele
[Aaron Burr]
E eu?
Eu fui o grande idiota que atirou nele
[Companhia]
Há um milhão de coisas que ainda não fiz
Mas apenas espere
[Aaron Burr]
Qual o seu nome, cara?
[Companhia]
Alexander Hamilton

Créditos: Letras.mus.br